# Бада, Сандей
Сандей Бада (англ. Sunday Bada; 22 июня 1969, Кадуна, Нигерия — 12 декабря 2011, Лагос, Нигерия) — нигерийский спринтер, серебряный призёр летних Олимпийских игр в Сиднее (2000) в эстафете 4×400 м.

## Биография
Девятикратный чемпион Нигерии. В 1990-х гг. активно выступал на различных международных соревнованиях, специализировался на 400-метровке, выиграл две золотые медали в личном зачете:
- 1992 г. — на Кубке мира в Гаване (44,99 с.),
- 1997 г. — на чемпионате мира в помещении в Париже (45,51 с.)

Среди других достижений:
- 1993 г. — серебряный призёр чемпионата мира в помещении в Торонто,
- 1995 г. — серебряный призёр чемпионата мира в помещении в Барселоне,
- 1995 г. — бронзовый призёр чемпионата мира в эстафете 4х400 в Гетеброге.

Являлся участником трех Олимпиад, однако медаль сумел завоевать лишь в эстафете 4×400 в Сиднее, где в составе национальной команды стал серебряным призёром (2:58,68).
После окончания спортивной карьеры в 2001 г. работал техническим директором Федерации легкой атлетики Нигерии.